# Moon Bay

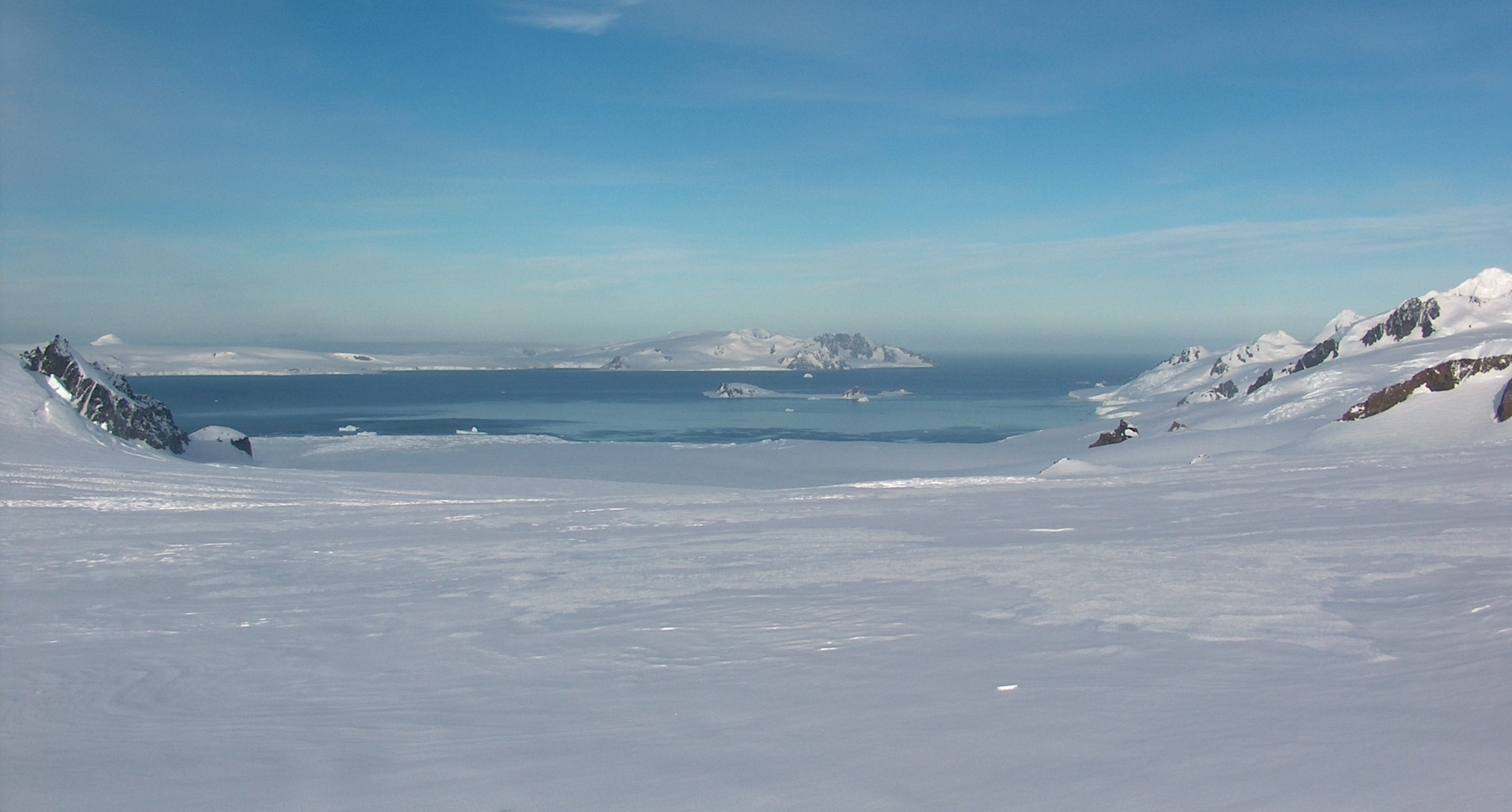
La Moon Bay vista dal Campo Accademia, con l' Isola Half Moon e l'Isola Greenwich sullo sfondo.

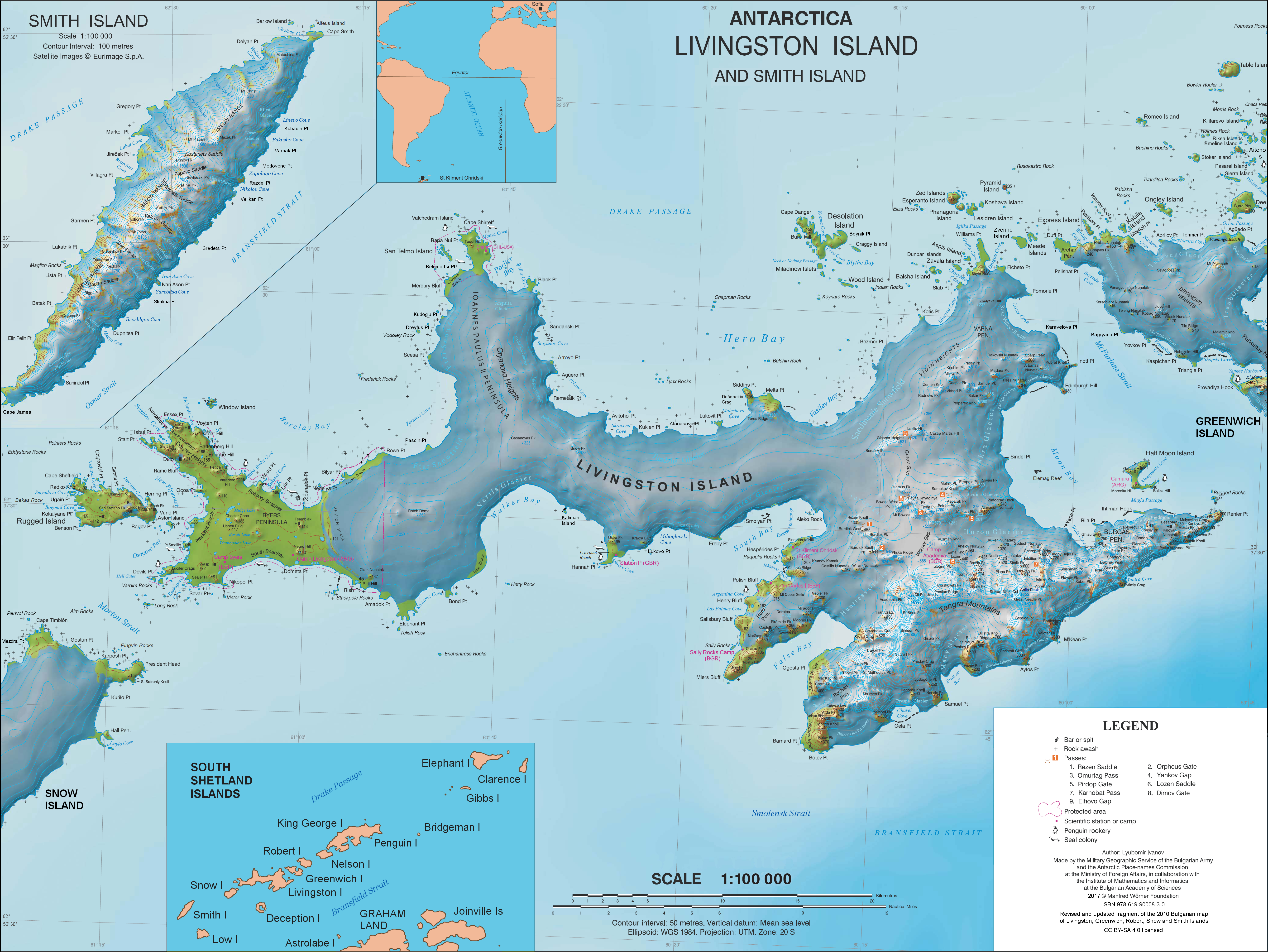
Mappa topografica dell'Isola Livingston; Moon Bay è la vasta baia sulla costa orientale dell'isola.

La Moon Bay è una baia antartica, ampia 13 Km, che indenta per 7 km la costa orientale dell'Isola Livingston, tra Edinburgh Hill e Renier Point, nelle Isole Shetland Meridionali, in Antartide.
Nella baia vanno a sfociare il Sopot Ice Piedmont, e i ghiacciai Iskar, Huron, Struma, Kaliakra, Panega e Debelt.

## Denominazione
La baia era già conosciuta già dal 1821 dai cacciatori di foche che l'avevano grossolanamente mappata e chiamata con varie denominazioni: Elephant Bay dalla foca elefante, Maggys Cove, Maggy's Cove e Maggys Bucht.
Una nuova e più accurata mappatura fu effettuata nel 1935 dal personale della nave inglese Discovery II, che partecipava alle attività esplorative incluse nel programma delle Discovery Investigations. La nuova denominazione fu assegnata in relazione all'Isola Half Moon situata all'entrata della baia.

## Localizzazione
Il punto centrale della penisola è posizionato alle coordinate 62°35′S 60°00′W.

## Mappe
- South Shetland Islands. Scale 1:200000 topographic map. DOS 610 Sheet W 62 60. Tolworth, UK, 1968.
- South Shetland Islands. Scale 1:200000 topographic map. DOS 610 Sheet W 62 58. Tolworth, UK, 1968.
- Islas Livingston y Decepción.  Mapa topográfico a escala 1:100000.  Madrid: Servicio Geográfico del Ejército, 1991.
- L.L. Ivanov et al. Antarctica: Livingston Island and Greenwich Island, South Shetland Islands. Scale 1:100000 topographic map. Sofia: Antarctic Place-names Commission of Bulgaria, 2005.
- L.L. Ivanov. Antarctica: Livingston Island and Greenwich, Robert, Snow and Smith Islands. Scale 1:120000 topographic map.  Troyan: Manfred Wörner Foundation, 2009.  ISBN 978-954-92032-6-4
- Antarctic Digital Database (ADD). Scale 1:250000 topographic map of Antarctica. Scientific Committee on Antarctic Research (SCAR), 1993–2016.